# アデレイド・クラプシー
アデレイド・クラプシー（Adelaide Crapsey, 1878年9月9日 - 1914年10月8日）はアメリカ合衆国の詩人。

## 生涯
クラプシーはニューヨークのブルックリン区に生まれ、ニューヨーク州ロチェスターで育った。父親は聖公会の聖職者アルジャーノン・シドニー・クラプシー、母親はアデレイド・T・クラプシー。
クラプシーはロチェスターのパプリック・スクールに通い、それから、ウィスコンシン州ケノーシャにある聖公会の女子高校ケンパー・ホールを経て、ニューヨーク州ポキプシーのヴァッサー大学に入学し、1901年に卒業する。大学ではジーン・ウェブスターと友人になり、二人の交際はクラプシーが亡くなるまで続いた。同じ年、クラプシーの姉妹エミリーが死去し、クラプシーは教職に就く予定だったのを1年間遅らせた。翌1902年、クラプシーはケンパー・ホールで教師となり、1904年までその仕事を続けた。それから1年間、ローマのアメリカン・アカデミー（American Academy in Rome）の古典研究学部で学んだ。
クラプシーは1914年10月8日、結核のためロチェスターで亡くなった。36歳だった。翌年、Claude Fayette Bragdonがクラプシーの五行連（シンケイン）などの詩をおさめた詩集『Verse』を出版した。1922年と1934年の改訂版には初期の未発表作品も追補された。さらに1918年には未完の『A Study in English Metrics』が出版された。これはヨーロッパ滞在中に書き出され、最後には結核と診断された病気の治療中に書き続けられたものだった。
クラプシーはロチェスターのマウント・ホープ墓地に埋葬された。クラプシーの作品はロチェスター大学図書館に保管されている。

## 詩
クラプシーは亡くなる数年間、多くの韻文（詩）を書いた。クラプシーは韻律に関心があり、ついには五行連の変化形を発明した。それは日本の俳句・短歌の影響を受けたもので、基本的に弱強格で、音節の数が、第1行は2、第2行は4、第3行が6、第4行が8と増え、第5行は2に戻る、つまり合計22音節からなるものだった。『Niagara』という詩がその好例である。クラプシーのアクセントのある音節が「英語詩において可能な限り短く簡単なもの」と絶賛する人がいる一方、酷評する人もいる。
クラプシーはさらに「Doublet」という、エピグラムの新しい形式の二行連も考案した。これは10音節からなる押韻された2行とタイトルで全体を構成する。『On Seeing Weather-Beaten Trees』という詩がその例である。
詩人カール・サンドバーグは『アデレイド・クラプシー』という詩で、クラプシーの五行連への引き続いての関心とクラプシーを世に知られていない状態から救いあげることに少なからず貢献した。